# Dipolie
Le dipòlie (in greco antico: τά Διπόλεια o τά Διπόλια o τά Διπολίεια?) erano una festività dell'antica Atene che si celebrava in onore di Zeus Polieo (Πολιεύς).

## Descrizione
Le dipolie si svolgevano ad Atene nel corso del mese di Sciroforione in onore di Zeus Polieo ("della città"). Le Dipolie erano famose soprattutto per le Bufonie, una cerimonia in cui si sacrificava un bue e la scure o il coltello utilizzato era condannato per l'uccisione.